# 松原裕
松原 裕（まつばら ゆたか、1979年6月15日 - 2019年4月4日）は、日本の企業家・音楽プロデューサー。兵庫県姫路市出身。株式会社パインフィールズ代表取締役。Music zoo KOBE 太陽と虎代表。株式会社610代表取締役。平成25年度神戸市文化奨励賞を受賞。一般社団法人COMIN'KOBE実行委員会理事長。

## 略歴
1979年、姫路市生まれ。神戸市立川池小学校（2年まで）、神戸市立小部小学校、神戸市立小部中学校、兵庫県立鈴蘭台西高等学校を卒業。聖和大学教育学部に入学し保育の道を目指すが1年で中退し、音楽の道を選ぶ。
1997年7月 ライブハウススタークラブにアルバイトとして採用され、2000年7月にライブハウスパインフィールズ店長に就任。2004年4月、ライブハウススタークラブ店長に就任。
2005年8月 震災の復興支援として入場無料の音楽フェスティバルGOING KOBEを開催。実行委員長 就任。
2006年11月 株式会社パインフィールズ代表取締役社長 就任。
2011年4月 Kiss FM KOBE番組審議委員 就任。
2014年1月 一般社団法人COMIN'KOBE実行委員会 理事 就任。
2015年9月 平成25年度神戸市文化奨励賞 受賞
2015年11月 流通科学大学 特別講師 就任。
2016年6月 三宮地下公共空間利活用実行委員 就任。
2017年7月 株式会社610 代表取締役 就任。
2019年4月4日、腎細胞癌のため39歳で没。

## エピソード
2016年4月5日に自身のブログで腎臓癌（腎細胞癌、ステージ4、5年生存率10%）であることを公表。くるりの岸田繁が手術前の松原のために発売前の音源を送り、励ました。
ライブハウスや飲食店、レコーディング・スタジオ、インディーズレーベル、音楽プロダクションなど、音楽に関連するさまざまな事業を広く手がけた。Music zoo KOBE 太陽と虎のホームページにてコラムを執筆。
元祖エアーバンド MUNASEAのボーカル月光として活動。2008年 OTODAMAにMUNASEAとして出演した際にCoccoがその姿を見て勇気付けられたとして交流が始まりCOMIN'KOBEにも出演。
Hi-STANDARDが松原の為にCOMIN'KOBEにシークレット出演。

## 出演

### テレビ
- 上沼・高田のクギズケ!（読売テレビ、2010年1月23日）
- かんさい情報ネットten.（読売テレビ、2011年5月14日・2014年5月6日・2017年5月15日・2018年5月8日）
- 対BAN（関西テレビ、2011年7月）
- 音エモン（関西テレビ、2014年4月度マンスリー出演）
- ニュース神戸発（NHK神戸放送局、2014年5月15日・2017年5月9日）
- LIVE!LOVE!SING!　生きて愛して歌うこと（NHK総合テレビジョン、2015年）
- めざましテレビ（フジテレビ、2016年5月10日）
- COMIN'KOBE16 SPECIAL（SPACE SHOWER TV、2016年7月8日）
- 関ジャム 完全燃SHOW（テレビ朝日、2017年3月5日）
- COMIN'KOBE17 SPECIAL（SPACE SHOWER TV、2017年6月20日）
- ゆうがたLIVEワンダー（関西テレビ）
- みんなのニュース（フジテレビ）
- COMING KOBE18 SPECIAL（SPACE SHOWER TV、2018年6月29日）
- Love music（フジテレビ、2018年8月5日）
- 24時間テレビ 愛は地球を救う41（日本テレビ、2018年8月25日）

### ラジオ
- サラダトーク（朝日放送、2016年4月3日・10日）

### CD
- 『Japanese Katana Soundtrack』(松原 裕(KOBE 太陽と虎)として収録)

### 書籍
奇跡のロックフェスCOMIN'KOBE - 震災を語り継ぐ神戸で生まれたフリーイベントの記録
- 著：小野田金司（神戸山手大学教授・副学長、COMIN'KOBE実行委員）
- 監修：松原裕（COMIN'KOBE実行委員長、パインフィールズ代表取締役）
- 発行：産経新聞生活情報センター

### 雑誌連載
- JUNGLE LIFE（2008年 - 2016年）
- 関西ウォーカー（2009年 - 2011年）

### 新聞
- 神戸新聞
  - （朝刊社会面、2015年2月17日）
  - （朝刊、2016年5月8日）
- 朝日新聞 「震災への罪悪感、ぬぐえたかな　音楽イベントで神戸応援」（朝刊社会面、2016年1月13日）
- デイリースポーツ 「COMIN'KOBE、松原氏がん告白」（2016年4月9日）
- 読売新聞（夕刊社会面、2016年5月6日）
- 毎日新聞「受け継がれるもの」阪神大震災22年/3 松原裕さん(37) がんに負けず、ライブ（2017年1月13日）
- 産経新聞　「奇跡が起こってくれ」阪神大震災チャリティーライブ「カミングコウベ」の足跡まとめた本出版 末期がんと闘いながら震災伝える松原さん（朝刊、2017年7月13日 / 2018年1月6日より6日連続連載）

### WEB
- Musicman's RELAY「第148回 株式会社パインフィールズ 代表取締役 松原 裕 氏」(前半)後半
- BE KOBE 特集記事「4万人が集まる復興支援音楽フェス「COMIN’KOBE」に込められた復興への思い。COMIN’KOBE実行委員長　松原裕さん」
- SPICE 「20周年を迎えたガガガ前田ｘ神戸音楽シーンの最重要人物であるパインフィールズ松原氏が今だから語ること」
- READY FOR「COMIN'KOBE2015」に集まった数多くの応援と、大切にしたユーモア」
- KOBEムービーチャンネル「音楽で恩返しを、カミングコウベが伝える思い－松原裕さん」
- SPICE 「ROTTENGRAFFTY日本武道館開催記念「KAZUOMI×代表松原(パインフィールズ/610.inc)」スペシャル対談」

### イベント出演
- 2011年10月6日　神戸太陽と虎 「太陽と虎1周年記念「松原祭50乱発」　FINAL52発目」松原裕ワンマン
- 2013年10月24日　梅田CLUB QUATTRO 「BBQ CHICKENS　Broken Bubbles Tour」
- 2014年12月2日　恵比寿 LIQUID ROOM 「Japanese Katana Soundtrack」
- 2014年12月15日　梅田 CLUB QUATTRO「Japanese Katana Soundtrack」
- 2014年12月16日　名古屋 CLUB QUATTRO「Japanese Katana Soundtrack」
- 2017年10月28日　KIITO「神戸学校」
- 2017年12月5日　京都磔磔「怒髪天 presents "響都ノ宴" 10周年記念『夢十夜』」
- 2018年1月5日　神戸太陽と虎「太陽と虎のすべらない話」
- 2018年01月05日 神戸太陽と虎「太陽と虎のすべらない話」

### MUNASEA出演イベント
- 2010年11月12日　MINAMI WHEEL 2010 EXTRA-MIDNIGHT EDITION（なんばHatch）
- 2007年10月　十三ファンダンゴ&BEARS周年イベント（心斎橋BIG CAT）
- 2008年9月6日　OTODAMA08 ※以後3年連続出演
- 2008年10月31日　MINAMI WHEEL 2010 EXTRA-MIDNIGHT EDITION（なんばHatch）